# パワースレイブ
『パワースレイブ』 (POWER SLAVE) は、1995年10月27日に海月製作所より発売されたアダルトゲーム。
海月製作所のデビュー作。美少女漫画専門の漫画家の織倉まことによりデザインされたヒロイン達がそのまま滑らかに動くセックスシーンで人気を集めた。また、その多くがソニアの代表作『VIPER』シリーズの原画を丸写しして首から上を挿げ替えたもので描かれていたことでも話題となり、批評家の村上裕一によるとの怒りは業界誌『メガストア』や審査団体であるソフ倫へと向けられたという。精霊の力を秘めた謎のお札を巡る戦いが、アクションとアドベンチャーの2つのモードで展開される。記憶を失っている主人公はお札の力を使う女の子たちと戦うことになる。

## 登場人物
芹澤 哲也

横山 里香

一ノ瀬 ナオミ

小田 真奈美

夏枝

かおり

麗子

理恵子

あゆみ

## スタッフ
- キャラクターデザイン：織倉まこと
- アニメーションパート作画監督：西井正典
- 音楽：石川直人
- プログラム：星野健一

## 小説版
1996年10月にワニブックスのCaRROT NOVELSレーベルより発売された。
- 文：紙谷龍生
- カバー絵、ピンナップ絵：織倉まこと
- 挿絵：珠梨やすゆき
- 協力：海月製作所
- ISBN 4-8470-3209-8